# Wągrowiec
Wągrowiec [vɔŋˈgrɔvʲɛʦ] (deutsch Wongrowitz, 1942–45 Eichenbrück, älter auch Wanggrawitz) ist eine Stadt in der polnischen Woiwodschaft Großpolen.

## Geographische Lage
Wągrowiec liegt etwa 50 km nordöstlich von Poznań (Posen) und 70 km südwestlich von Bydgoszcz (Bromberg) an der Südspitze des Jezioro Durowskie (Durower See) und am von Osten kommenden Flüsschen Welna, das hier nach einem Knick in südwestliche Richtung durch den Jezioro Łęgowskie (Lengower See) weiterfließt und nach etwa 30 km bei Obornik von rechts in die Warthe mündet.

## Geschichte

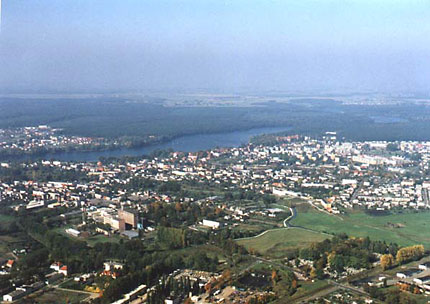
Wongrowitz am Fluss Welna oder Kleine Warthe

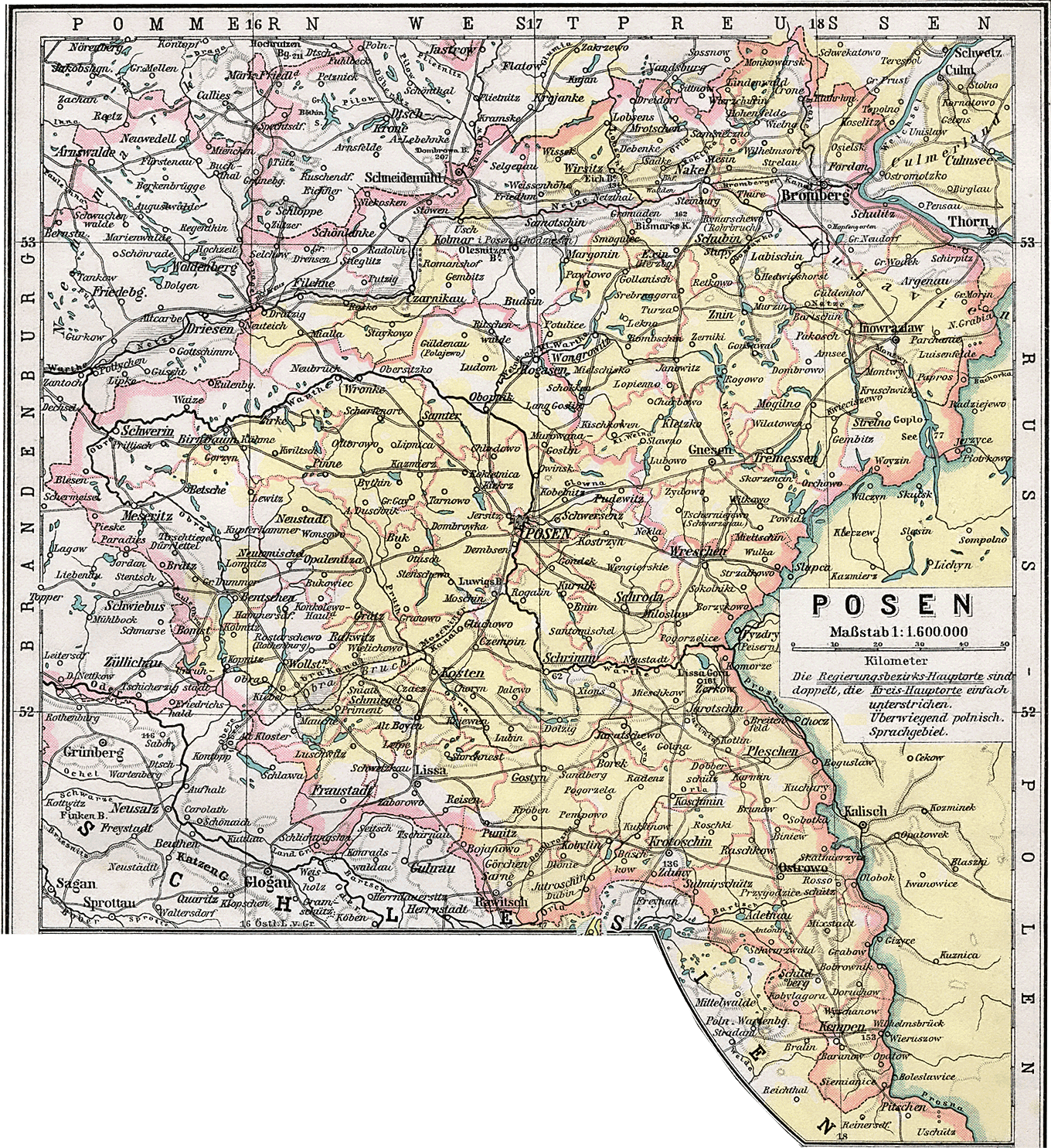
Wongrowitz nordnordöstlich von Posen und südwestlich von Bromberg auf einer Landkarte der Provinz Posen von 1905 (gelb markierte Flächen kennzeichnen Gebiete mit seinerzeit mehrheitlich polnischsprachiger Bevölkerung)

Ein erstes Stadtrecht wurde dem Ort wahrscheinlich 1381 verliehen.  König Ladislaus II.  verlieh  der Stadt am 30. April 1393 Marktgerechtigkeit und im Jahr  1427 das Stadtrecht nach Magdeburger Recht. Der Wortlaut des Stadtprivilegs des Abtes Johann von 1498 ist in einer Bestätigungsurkunde Augusts des Starken von 1724 enthalten.
Im Jahr  1396 waren Zisterziensermönche aus Łekno in das Kloster Wągrowiec übergesiedelt.   Die Stadt wuchs rasch: 1458 hatte sie dem Heer zehn gerüstete Krieger zu stellen.
Im 15. und 16. Jahrhundert blühte die Wirtschaft des Ortes auf. Bierbrauer, Kürschner, Schuster, Töpfer, Tuchmacher und andere Handwerker siedelten sich an.
Im nachfolgenden Jahrhundert war die Entwicklung des Ortes rückläufig. 1655 bis 1656 wurde der Ort durch die Schweden besetzt. In der Zeit von 1693 bis 1741 kam es in der Stadt wegen des Verdachts der Anwendung von Schwarzer Magie zur Hinrichtung von 34 Menschen. 1709 bis 1710 wütete die Pest. 1746 brach ein Feuer aus und zerstörte neben dem Rathaus 30 weitere Häuser. Ein Jahr später wurden das Kloster und die Kirche ein Raub der Flammen.
1793 fiel der Ort bei der Zweiten Teilung Polens an Preußen und wurde Sitz eines Landrats. Gerade noch 612 Menschen lebten in 111 Holzhäusern. 1799 konnte die Kirche wieder aufgebaut werden. 1807 wurde die Stadt Teil des neu entstandenen Herzogtums Warschau, fiel aber 1815 wieder an Preußen und wurde wieder Sitz des Kreis Wongrowiec (ab 1875 Kreis Wongrowitz), der 1818 festgestellt wurde. Im 19. Jahrhundert nahm wirtschaftliche Entwicklung der Stadt wieder Fahrt auf, gelegentlich gestört durch Unruhen gegen die Benachteiligung der Polen durch die preußische Verwaltung. So lebten 1881 4392 Menschen in Wongrowitz. 1889 wurde der Ort an das Schienennetz angeschlossen und erhielt damit eine Verbindung nach Rogozno und Inowrazlaw (seit 1904: Hohensalza). Im Mai 1872 eröffnete das erste Gymnasium seine Pforten. In den nachfolgenden Jahren wurden zahlreiche Bauten im neuromanischen Stil errichtet. 1890 versuchte Friedrich Wilhelm Voigt, später bekannt als Hauptmann von Köpenick, mit einer Brechstange die Gerichtskasse in Wongrowitz zu berauben.
Nach dem Ersten Weltkrieg musste der Ort aufgrund der Bestimmungen des Versailler Vertrags an die Zweite Polnische Republik abgetreten werden. Der Ort war weiter Kreisstadt des nunmehr Powiat Wągrowiecki genannten Kreises. Die weitere wirtschaftliche Entwicklung der Ortschaft verlief allerdings ungünstig.
Unmittelbar zu Beginn des Zweiten Weltkrieges griffen am 2. September beim Überfall auf Polen deutsche Bomber die Stadt an und vernichteten den Bahnhof, die Schule, das Rathaus und weitere Gebäude. Die Wehrmacht erreichte den Ort am 6. September. Die Stadt blieb weiter Kreisstadt nunmehr des Landkreises Eichenbrück (bis 1941/1942 Landkreis Wongrowitz) im besatzungsamtlichen Regierungsbezirk Hohensalza im deutschen Besatzungsgebiet Reichsgau Wartheland. 1942 wurde die Stadt in Eichenbrück umbenannt und erhielt ein neues Wappen.
Während der Kriegszeit wurde ein Lager für eine Abteilung des Reichsarbeitsdienstes (RAD) eingerichtet. Im Verlauf des Zweiten Weltkrieges wurde etwa ein Drittel der Bevölkerung der Vorkriegszeit, darunter die meisten Juden, deportiert; nicht wenige verloren ihr Leben. Viele Einwohner verließen die Stadt kurz vor dem Eintreffen der Kriegsfront. Am 23. Januar 1945 erreichte die Rote Armee die Region. In der Folgezeit wurden die verbliebenen deutschen Einwohner von der örtlichen polnischen Verwaltungsbehörde vertrieben.

### Demographie
| Jahr | Einwohnerzahl | Anmerkungen |
| ---- | ------------- | --- |
| 1793 | 0612          | |
| 1816 | 0875          | nach anderen Angaben 981 Einwohner, darunter 80 Evangelische und 167 Juden                                                                 |
| 1837 | 2045          | [ 5 ] |
| 1861 | 3366          | [ 5 ] |
| 1880 | 4385          | [ 6 ] |
| 1905 | 6040          | davon 1393 Evangelische und 383 Juden |
| 1910 | 6850          | am 1. Dezember, davon 1693 Evangelische, 4799 Katholiken, 348 Juden, acht Sonstige (2413 mit deutscher, 4435 mit polnischer Muttersprache) |

| Jahr | Einwohner | Anmerkungen |
| ---- | --------- | ----------- |
| 2000 | 24.478    | meist Polen |
| 2021 | 25.526    |             |

### Zisterzienser in Łekno und Wągrowiec
Im 12. Jahrhundert wurde als Tochtergründung des Klosters Altenberg in Bergischen Land das Kloster Łekno gegründet. Einer seiner ersten Äbte, Christian von Łekno wurde 1209 zum Bischof für die 1206 wiederaufgenommene Missionierung der Preußen bestimmt und nahm 1215 seinen Sitz in Oliva.
Das Kloster in Łekno wurde zwischen 1380 und 1396 nach Wągrowiec verlegt. Bis zu seiner Säkularisierung 1835 war es die bedeutendste Institution der Stadt.

## Städtepartnerschaften
- Adendorf, Deutschland
- Gyula, Ungarn
- Krasnogorsk, Russland
- Schönwalde-Glien, Deutschland

## Kultur und Sehenswürdigkeiten
- Pfarrkirche
- Kloster Wągrowiec
- Pyramidengruft des Rittmeisters Franciszek Lakinski (1767–1845)
- Regionalmuseum (besteht seit dem 1. Oktober 1987)

## Verkehr
Die Stadt hat einen Bahnhof an der Bahnstrecke Poznań–Bydgoszcz und an der in diesem Bereich stillgelegten Bahnstrecke Inowrocław–Drawski Młyn.

## Persönlichkeiten

### Söhne und Töchter der Stadt
- Jakub Wujek (1541–1597), Theologe, Philosoph und Bibelübersetzer ins Polnische
- Adam von Wągrowiec (?–1629), polnischer Organist (im Zisterzienser-Kloster Wągrowiec) und Komponist
- Karl Eduard Arnd (1802–1874), Historiker
- Adolf Kowallek (1852–1902), Gartendirektor in Köln
- Gerhard Müller (1876–1957), Jurist, Präsident des Hessischen Verwaltungsgerichtshofs
- Max Gerson (1881–1959), Arzt und Erfinder der umstrittenen Gerson-Diät
- Stephan Rittau (1891–1942), deutscher Generalleutnant im Zweiten Weltkrieg
- Walther Brühl (1894–1986), Politiker, Mitglied des Landtags von Schleswig-Holstein
- Erhard Wittek (1898–1981), Romanautor
- Monika Gabriel (1943–2007), Schauspielerin
- Jacek Najder (* 1978), Politiker
- Łukasz Gierak (* 1988), Handballspieler
- Jakub Wajman (* 2005), Fußballspieler

## Landgemeinde
In der umliegenden Landgemeinde Wągrowiec, der die Stadt Wągrowiec selbst nicht angehört, wohnen 12.338 Einwohner (Stand 31. Dezember 2020).